# Nolberto Molina
Nolberto Molina (5 gennaio 1953) è un ex calciatore colombiano, di ruolo difensore.

## Carriera

### Club
Ha giocato nella massima serie del campionato colombiano con quattro squadre.

### Nazionale
Conta 19 presenze in Nazionale, partecipando alla Copa América 1987.